# Beloriszy
Beloriszy (russisch Белоризцы, wiss. Transliteration Belorizcy, auch Beloriztsy) ist eine russische Sekte, die um das Jahr 1880 im Gouvernement Wladimir auftrat. Ihr Name rührt daher, weil ihre Anhänger weiße Hemden und weiße Flachsgürtel trugen.
Alle Menschen – auch der Zar – waren für sie vor Gott gleich. Sie erkannten lediglich Jesus Christus als Autorität an. Die Verwendung von Geld lehnten sie ab, ebenfalls Pässe.